# Mateo Garau

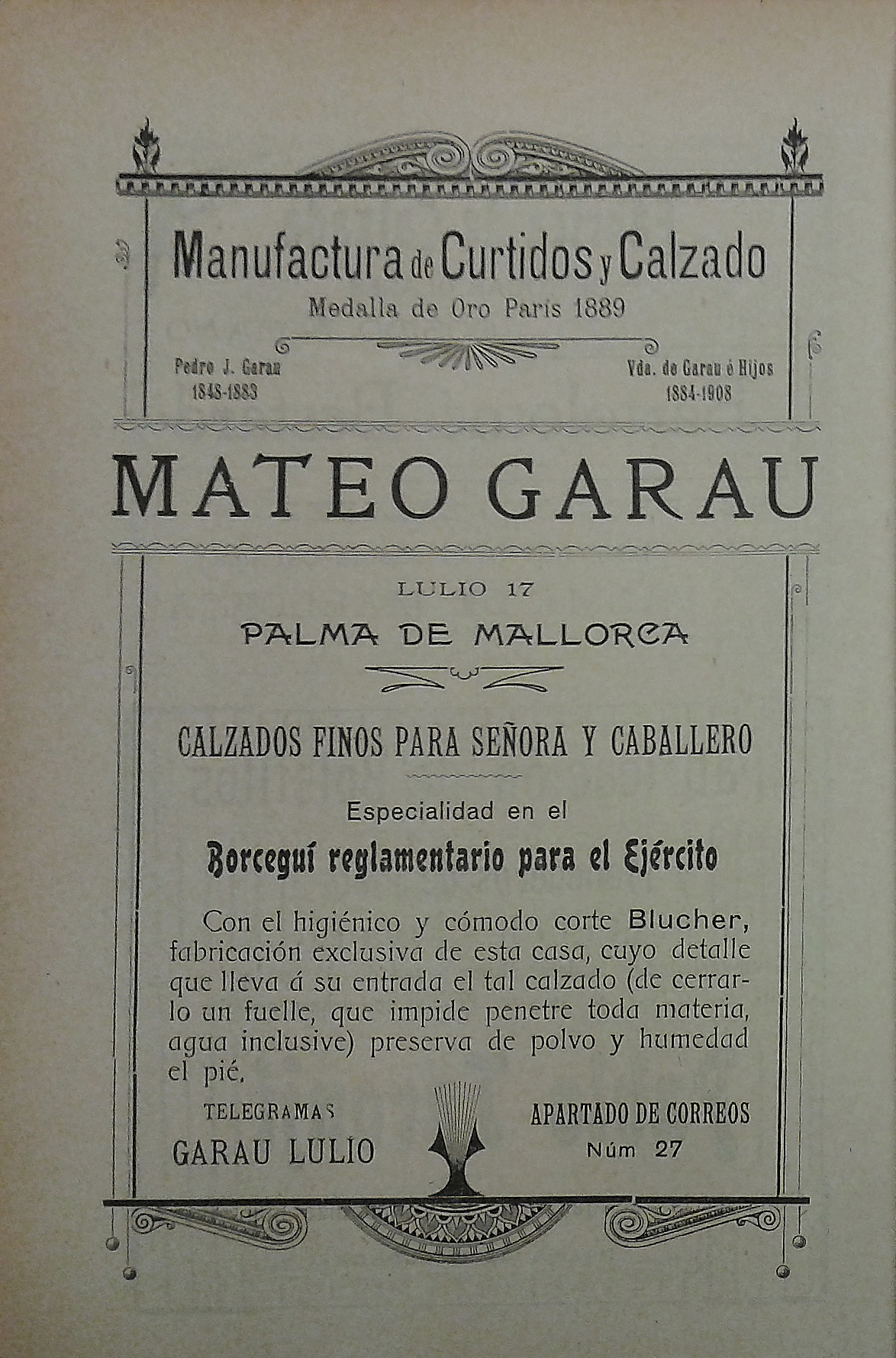

Mateo Garau Cañellas (Palma, 1879) fou un empresari de sabates mallorquí i diputat a Corts espanyoles en 1902.
L'empresa de sabates Garau estava situada al carrer Ramon Llull de Palma i va ser fundada pel seu pare Pere J. Garau (1824-1883) que tenia també una fàbrica de pells al barri del Molinar. A la seva mort el va succeir la seva vídua Aina Cañellas Terrassa que regentà la fàbrica amb els seus fills entre 1884 i 1908 amb el nom Viuda de Garau i Fills.
El calçat es feia a mà, era majoritàriament de dona i s'exportava a Amèrica. La pèrdua de les colònies va suposar la ruïna per algunes de les empreses de sabates, especialment per la pèrdua de Cuba i Mateo Garau fou elegit diputat per tal de defensar els interessos econòmics dels treballadors de la fàbrica.